# لا بوفيدا دي سوريا
لا بوفيدا دي سوريا هي بلدية تقع في مقاطعة شورية، في منطقة قشتالة وليون، في إسبانيا. يبلغ عدد سكانها 114 نسمة وذلك حسب (المعهد الوطني للإحصاء) سنة 2017، وتبلغ مساحتها 64,30 كم²، وترتفع عن سطح البحر 1,294 متر.

## تطور السكان
في تعداد عام 2010 بلغ عدد سكان البلدية 109 نسمة، منهم 57 رجلا و52 امرأة.